# Xã Holly Creek, Quận Howard, Arkansas
Xã Holly Creek (tiếng Anh: Holly Creek Township) là một xã thuộc quận Howard, tiểu bang Arkansas, Hoa Kỳ. Năm 2010, dân số của xã này là 219 người.